# Volta (rivier)
De Volta is een belangrijke rivier in West-Afrika. De rivier ontstaat door de samenvloeiing van de Zwarte Volta (Mouhoun), Rode Volta (Nazinon) en de Witte Volta (Nakambé) nabij de handelsstad Salaga in Ghana, stort zich via de Akosombodam in het Voltameer (het grootste stuwmeer ter wereld) in het zuidoosten van Ghana en vloeit vervolgens naar het zuidoosten. Bij de monding vormt ze rechts de Lagune van Ada en verbindt ze zich links met de Laguna van Keta om over een grote zandbank met een sterke branding (Kalema) in de Golf van Guinee te stromen. De maximale lengte (met de Zwarte Volta) bedraagt 1500 kilometer.
Belangrijke zijrivieren zijn de Pendjari, Sissili en de Sourou.
De naam van de rivier is afkomstig van de eerste Portugese goudhandelaren (die hier veel goud kochten van de lokale bevolking tijdens de Renaissance) die de rivier als hun verste punt van ontdekking markeerden door haar de naam Rio Volta  ('terugkeren' of 'draai') te geven.
De vroegere kolonie Frans Opper-Volta en van haar opvolgstaten; Opper-Volta (het huidige Burkina Faso) werden naar de rivier vernoemd. De drie kleuren uit de vlag van Boven-Volta gaan terug op de drie kleuren van de bronrivieren.
- Gemeinsame Normdatei: 4119474-3
- Library of Congress Control Number: sh86001958
- National Archives and Records Administration: 10038650
- Nationale Bibliotheek van Israël: 987007546473405171
- Virtual International Authority File: 124681849